# Nash (Familienname)
Nash ist ein ursprünglich ortsbezogener englischer Familienname, abgeleitet von der mittelenglischen Phrase atten ash mit der Bedeutung „at the ash tree“ (dt.: „an der Esche“).

## Namensträger

### A
- Abner Nash (1740–1786), US-amerikanischer Politiker
- Alanna Nash (* 1950), US-amerikanische Journalistin und Sachbuchautorin
- Anthony Nash (1936–2022), britischer Bobfahrer
- Arthur Nash (1914–2000), kanadischer Eishockeytorwart
- Avi Nash (* 1991), US-amerikanischer Schauspieler

### B
- Beau Nash (1674–1762), walisischer Dandy
- Belinda Nash (1946–2016), US-amerikanische Historikerin und Autorin
- Bette Nash (1935–2024), US-amerikanische Flugbegleiterin
- Blanche Nash (1902–1964), südafrikanische Schwimmerin
- Brendon Nash (* 1987), kanadischer Eishockeyspieler
- Brian Nash (* 1963), englischer Gitarrist

### C
- Caitlin Nash (* 2003), kanadische Rennrodlerin
- Carlo Nash (* 1973), englischer Fußballspieler
- Charles E. Nash (1844–1913), amerikanischer Politiker
- Charles W. Nash (1864–1948), amerikanischer Unternehmer
- Clarence Nash (1904–1985), US-amerikanischer Synchronsprecher

### D
- Damien Nash (1982–2007), US-amerikanischer Footballspieler
- David Nash (Rugbyspieler) (1939–2016), walisischer Rugbyspieler und -trainer
- David Nash (Künstler) (* 1945), britischer Bildhauer und Land-Art-Künstler
- Diane Nash (* 1938), US-amerikanische Bürgerrechtsaktivistin
- Dion Nash (* 1971), neuseeländischer Cricketspieler

### E
- Erik Nash (* 1959), US-amerikanischer Spezialeffektkünstler
- Ernest Nash (1898–1974), US-amerikanischer Archäologe und Fotograf

### F
- Florence Nash (1888–1950), US-amerikanische Theater- und Filmschauspielerin
- Francis Nash (1742–1777), US-amerikanischer Soldat
- Franzi Ascher-Nash (1910–1991), austroamerikanische Musikkritikerin

### G
- George Nash (Ruderer) (* 1989), britischer Ruderer
- George K. Nash (1842–1904), US-amerikanischer Politiker
- George Valentine Nash (1864–1921), US-amerikanischer Botaniker
- Gerald David Nash (1928–2000), US-amerikanischer Historiker
- Gerald Nash (* 1975), irischer Politiker
- Gerard Nash (* 1959), irischer Geistlicher, römisch-katholischer Bischof von Ferns
- Graham Nash (* 1942), britischer Sänger und Songwriter

### H
- Heddle Nash (1894–1961), englischer Opernsänger (Tenor)
- Howard A. Nash (1937–2011), US-amerikanischer Biochemiker und Genetiker

### I
- Israel Nash (* 1981), US-amerikanischer Indierockmusiker

### J
- James Nash (* 1985), britischer Autorennfahrer
- Jay Robert Nash (1937–2024), US-amerikanischer Filmwissenschaftler und Autor
- Jennifer Nash (* 1966), südafrikanische Schauspielerin
- Joe Nash (* 1960), US-amerikanischer Footballspieler
- John Nash (Architekt) (1752–1835), britischer Architekt
- John Nash (Maler) (1893–1977), britischer Maler
- John Nash, Baron Nash (* 1949), britischer Geschäftsmann, Politiker der Conservative Party und Abgeordneter des House of Lords
- John Forbes Nash Jr.  (1928–2015), US-amerikanischer Mathematiker
- Johnny Nash (John Lester Nash Jr.; 1940–2020), US-amerikanischer Musiker und Schauspieler
- Jonell Nash († 2015), US-amerikanische Ernährungswissenschaftlerin und Kochbuchautorin
- Jørgen Nash (1920–2004), dänischer Künstler und Schriftsteller
- Joseph Nash (1809–1878), englischer Maler und Lithograf

### K
- Kate Nash (* 1987), englische Sängerin, Texterin und Komponistin
- Kateřina Nash (* 1977), tschechische Radrennfahrerin und Skilangläuferin
- Kenneth Nash, US-amerikanischer Jazz-Percussionist und -komponist
- Kevin Nash (* 1959), US-amerikanischer Wrestler
- Knowlton Nash (1927–2014), kanadischer Journalist

### L
- Leigh Bingham Nash (* 1976), US-amerikanische Sängerin und Komponistin
- Lewis Nash (* 1958), US-amerikanischer Jazzschlagzeuger

### M
- Malcolm Nash (1945–2019), walisischer Cricketspieler
- Marcus Nash (* 1971), US-amerikanischer Skilangläufer
- Marilyn Nash (1926–2011), US-amerikanische Schauspielerin
- Marvin Nash (1953–2023), kanadischer Sprinter
- Mary Nash (1884–1976), US-amerikanische Schauspielerin
- Mel Nash (* 1954), US-amerikanischer Schwimmer

### N
- N. Richard Nash (1916–2000), US-amerikanischer Autor
- Natália Nash (* 1958), slowakische Politikerin
- Niecy Nash (* 1970), US-amerikanische Schauspielerin
- Noreen Nash (1924–2023), US-amerikanische Schauspielerin

### O
- Ogden Nash (1902–1971), US-amerikanischer Dichter

### P
- Pamela Nash (* 1984), britische Politikerin
- Paul Nash (1889–1946), englischer Maler der englischen Moderne
- Paul Nash (Leichtathlet) (* 1947), südafrikanischer Sprinter
- Paul Nash (Musiker) (1948–2005), US-amerikanischer Jazzgitarrist, Komponist und Musikpädagoge
- Philleo Nash (1909–1987), US-amerikanischer Politiker

### R
- Richard Nash, bekannt als Beau Nash (1674–1761), walisischer Dandy
- Richard Nash (Schauspieler), Schauspieler (Winter Castle)
- Rick Nash (* 1984), kanadischer Eishockeyspieler
- Riley Nash (* 1989), kanadischer Eishockeyspieler

### S
- Stephen Nash (Diplomat) (* 1942), britischer Diplomat
- Stephen Nash (Schwimmer) (* 1956), britischer Schwimmer
- Stephen D. Nash (* 1954), englischer Tierillustrator
- Steve Nash (Steven John Nash; * 1974), kanadischer Basketballspieler
- Stuart Nash (* 1967), neuseeländischer Jurist und Politiker (New Zealand Labour Party)

### T
- Ted Nash (* 1959), US-amerikanischer Jazzmusiker
- Ted Nash (Ruderer) (1932–2021), US-amerikanischer Ruderer
- Terre Nash (* 1949), kanadische Regisseurin, Drehbuchautorin und Filmeditorin
- Thomas Nash (1567–1601), englischer Dramatiker, siehe Thomas Nashe
- Thomas Nash (Schauspieler) (* 1979), österreichischer Schauspieler, Sprecher und Drehbuchautor
- Thomas H. Nash (* 1945), US-amerikanischer Botaniker
- Tommy Nash, US-amerikanischer Schauspieler und Synchronsprecher
- Tyrone Nash (* 1988), US-amerikanischer Basketballspieler
- Tyson Nash (* 1975), kanadischer Eishockeyspieler

### V
- Valeria Nash (* 1995), deutsche Musikerin

### W
- Walter Nash (1882–1968), neuseeländischer Politiker
- Willard Nash (1898–1942), US-amerikanischer Maler

### Künstlername
- Nash (Rapper) (* 1992), deutscher Rapper